# Michael Stephan Radziejowski

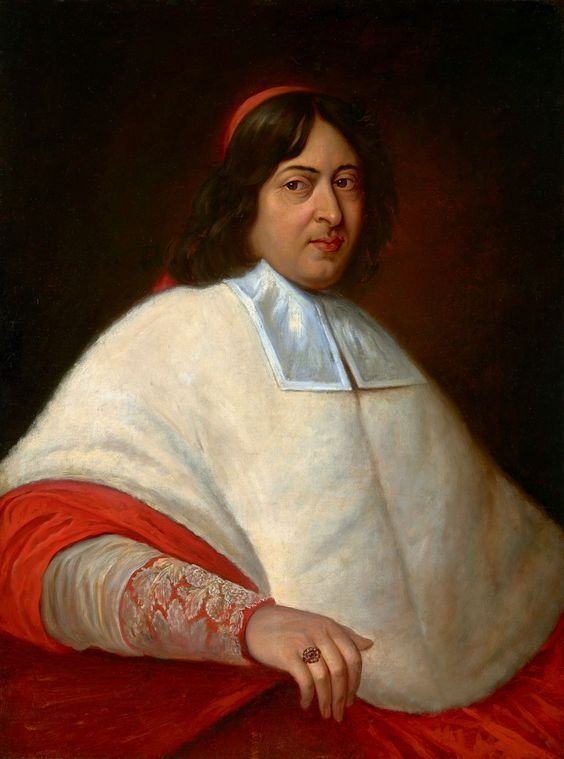
Primas und Erzbischof Michael Stephan Kardinal Radziejowski (Gemälde nach 1687)

Michael Stephan Radziejowski, eigentlich Augustyn Michał Stefan Radziejowski (* 3. Dezember 1645 in Radziejowice; † 13. Oktober 1705 in Danzig) war Erzbischof von Gnesen, Primas von Polen-Litauen und Kardinal.

## Leben
Augustyn Michał Stefan Radziejowski war der Sohn von Hieronim Radziejowski. Dieser unterstützte, beeinflusst durch eine Frau Towiańska, der Kastellanin von Łęczyca, zunächst Contis Kandidatur. Die Towiańska wird je nach Quelle als Schwester oder Mätresse des Primas, mit dem Spitznamen Madame de cardinale angegeben. Später wurden beide von August dem Starken bestochen und nahmen fortan dessen Partei.
Michał Stefan Radziejowski studierte am Collège d’Harcourt sowie an der Sorbonne in Paris. In Rom erlangte er einen Doktortitel, dort empfing er 1668 auch die Priesterweihe.
Am 21. Oktober 1679 wurde er zum Fürstbischof des preußischen Ermlands bestellt. Papst Innozenz XI. bestätigte am 23. September 1680 diese Bestellung. Die Bischofsweihe spendete ihm am 26. Januar 1681 Jan Małachowski, der Bischof von Kulm; Mitkonsekratoren waren Tomasz Ujejski, Weihbischof im Ermland, und Stanisław Całowański, Weihbischof in Płock.
Im Konsistorium vom 2. September 1686 kreierte ihn Papst Innozenz XI. zum Kardinalpriester. Am 17. Mai 1688 erfolgte die Ernennung zum Erzbischof von Gnesen. Den Kardinalshut und die Titelkirche Santa Maria della Pace verlieh ihm der Papst am 14. November 1689. Er nahm an keinem der drei Konklaven teil, die während seines Kardinalats stattfanden.
Nach dem Tod des polnischen Königs Jan III. Sobieski (1696) bis zur Wahl des neuen Königs, dem Kurfürsten von Sachsen August II. im Jahre 1697, fungierte er als Interrex im Wahlkönigreich Polen.
Er starb am 11. Oktober 1705 gegen halb zwei Uhr mittags in Danzig. Dorthin hatte er sich geflüchtet, nachdem seine Probleme mit August dem Starken überhandgenommen hatten. Er wurde in der Kathedrale von Gnesen beigesetzt.